# Томас Маршберн
Томас Генрі Маршберн (англ. Thomas Henry Marshburn; нар. 29 серпня 1960, Стейтсвіль, Північна Кароліна, США) — американський астронавт, лікар, 320-й астронавт США та 498-й астронавт світу. Здійснив три космічні польоти до Міжнародної космічної станції: на шатлі Індевор STS-127 з 15 до 31 липня 2009 року; на транспортному пілотованому кораблі (ТПК) «Союз ТМА-07М» з 19 грудня 2012 року до 13 травня 2013 року; на кораблі Dragon 2 як пілот третьої експлуатаційної місії до МКС SpaceX Crew-3 з 11 листопада 2021 року до 6 травня 2022 року. Учасник основних космічних експедицій МКС-34/МКС-35, МКС-66/МКС-67. Загальна тривалість польотів становила 337 діб 9 годин 42 хвилини. Здійснив п'ять виходів у відкритий космос, загальна тривалість робіт у відкритому космосі склала 31 годину 01 хвилину.

## Ранні роки
Народився 29 серпня 1960 року в місті Стейтсвіль (штат Північна Кароліна).
У 1978 році, після закінчення середньої школи Гендерсона в Атланті (штат Джорджія), вступив до Девідсонського коледжу (штат Північна Кароліна), який закінчив 1982 року й здобув ступінь бакалавра наук з фізики. Продовжив навчання в Університеті Вірджинії, після закінчення якого у 1984 році став магістром наук з технічної фізики. У 1989 році здобув ступінь доктора медицини в Університеті Вейк-Форест.

## Медична кар'єра
Після здобуття медичної освіти проходив практику за програмою невідкладної медичної допомоги у лікарні св. Вінсента в Толедо, Огайо, де він також працював льотним лікарем. 1992 року отримав сертифікат від Американської асоціації невідкладної медицини, після чого працював лікарем швидкої допомоги в Сіетлі, Вашингтон. З 1994 року працював льотним хірургом у клініці авіаційної медицини польотів при Космічному центрі імені Джонсона.
З 1995 року працював лікарем швидкої допомоги у міських лікарнях у Х'юстоні та у Массачусетській головній лікарні загального профілю у Бостоні. Одночасно був лікарем при ординатурі невідкладної медичної допомоги в Центрі медичних наук Техаського університету в Х'юстоні, де 1997 року здобув ступінь магістра наук з медицини.

## Робота в НАСА
З 1994 року доктор Маршберн був співробітником групи медичних операцій з пілотованої програми НАСА. У лютому 1996 року отримав направлення до Центру підготовки космонавтів імені Гагаріна як льотного лікаря для персоналу НАСА, у вересні 1996 року працював у Центрі управління польотами в Корольові з медичного забезпечення польоту четвертої експедиції за спільною програмою «Мир — Шаттл» на орбітальну станцію «Мир». З липня 1997 року був співголовою медичних операцій космічної програми «Мир — Шаттл». У 1998—2000 роках був заступником льотного лікаря екіпажу STS-90 «Нейролаб» і провідним льотним лікарем місії STS-101 на Міжнародну космічну станцію.
Близько року працював як представник НАСА в Національному інституті космічних медико-біологічних досліджень у Бостоні, штат Массачусетс, у 2003 році отримав призначення провідним лікарем екіпажу експедиції «МКС-7». Був керівником медичних операцій на Міжнародній космічній станції, займався розробкою програм підготовки польотних лікарів і членів екіпажу, які відповідають за медицину, координував роботу системи медичного забезпечення на МКС.

## Космічна підготовка

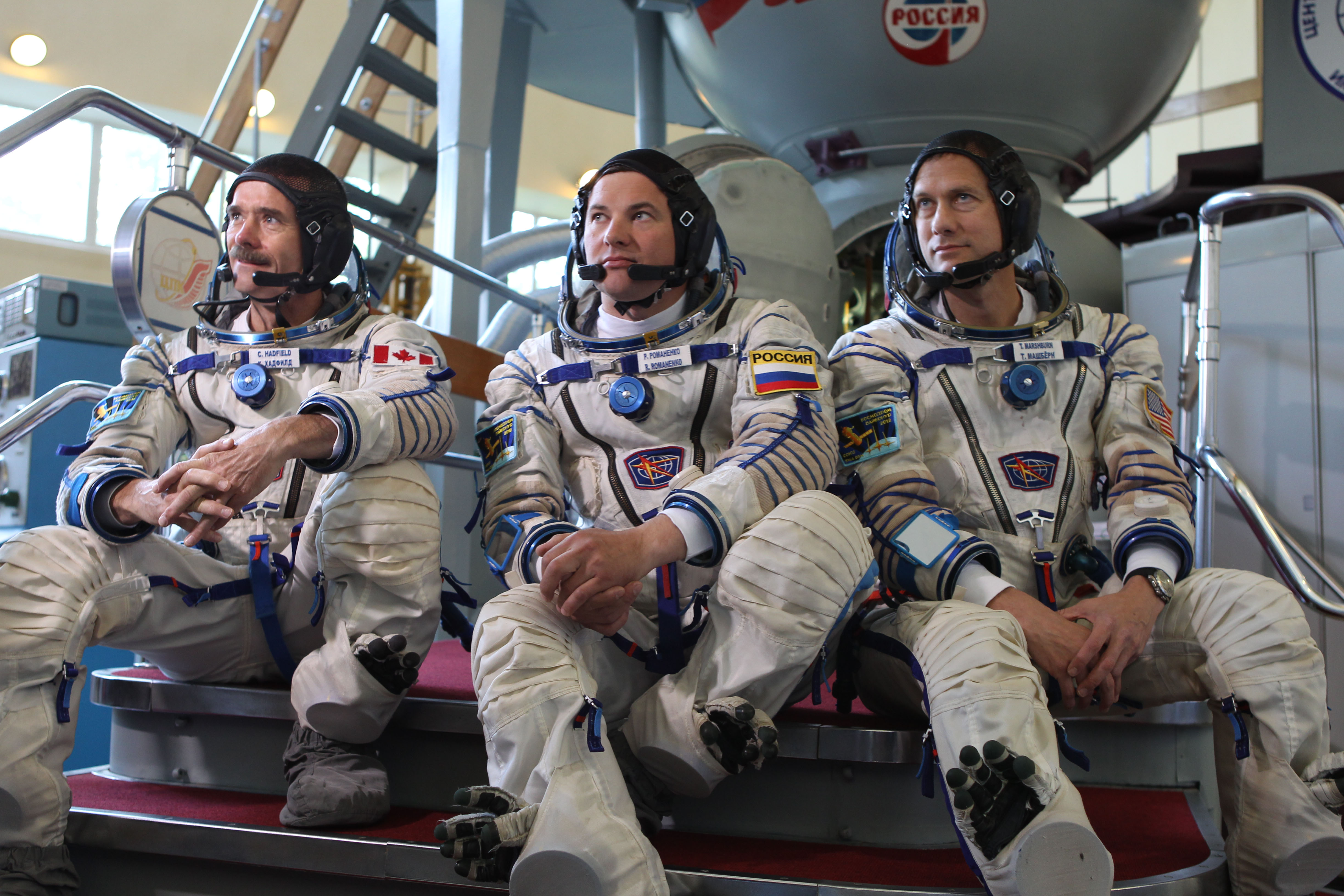
Дублюючий екіпаж ТПК «Союз ТМА-05М». (Маршберн праворуч)

У 1999 році брав участь у 18-му наборі до загону астронавтів НАСА, був серед 123 фіналістів, але відібраний не був. У 2004 році знову подав документи на вступ до загону астронавтів НАСА у складі 19-го набору. 6 травня того ж року його зарахували як кандидата у фахівці польоту. З червня 2004 року почав проходження дворічного курсу базової загальнокосмічної підготовки, який складався з науково-технічних брифінгів, занять з систем шатлів і міжнародної космічної станції, виходу у відкритий космос й експлуатації скафандрів, тренування з виживання астронавтів на воді. 10 лютого 2006 року після завершення підготовки отримав кваліфікацію спеціаліста польоту, був призначений у відділення з МКС та дослідницьке відділення відділу астронавтів Космічного центру імені Джонсона.
З вересня 2010 року проходив підготовку до космічного польоту до ЦПК імені Гагаріна. У січні 2011 року у складі умовного екіпажу брав участь в автономному комплексному тренуванні на «виживання» у зимових умовах у лісисто-болотистій місцевості. Разом з космонавтом Романом Романенком й астронавтом Крістофером Гедфілдом був включений у складі дублюючого екіпажу МКС-32/33 як бортінженер космічного корабля «Союз ТМА-05М» і МКС. 15 липня 2012 року під час старту ТПК «Союз ТМА-05М» знаходився на космодромі Байконур і був дублером бортінженера-.
З червня 2018 року разом із космонавтом Сергієм Рижиковим й астронавтом Ногуті Соїті проходив підготовку як бортінженер-1 у складі дублюючого екіпажу космічного корабля «Союз МС-13» і космічних експедицій МКС-60/61. 20 липня 2019 року під час старту ТПК «Союз МС-13» знаходився на космодромі Байконур.
З лютого 2019 року проходив підготовку як бортінженер дублюючого екіпажу ТПК «Союз МС-15» разом з командиром екіпажу космонавтом Рижиковим й учасником космічного польоту з ОАЕ Султаном Аль-Неяді.

## Космічні польоти
Томас Маршберн є 320-м астронавтом США і 498-м астронавтом світу, який здійснив два космічні польоти, загальною тривалістю 161 добу 7 годин 3 хвилини.

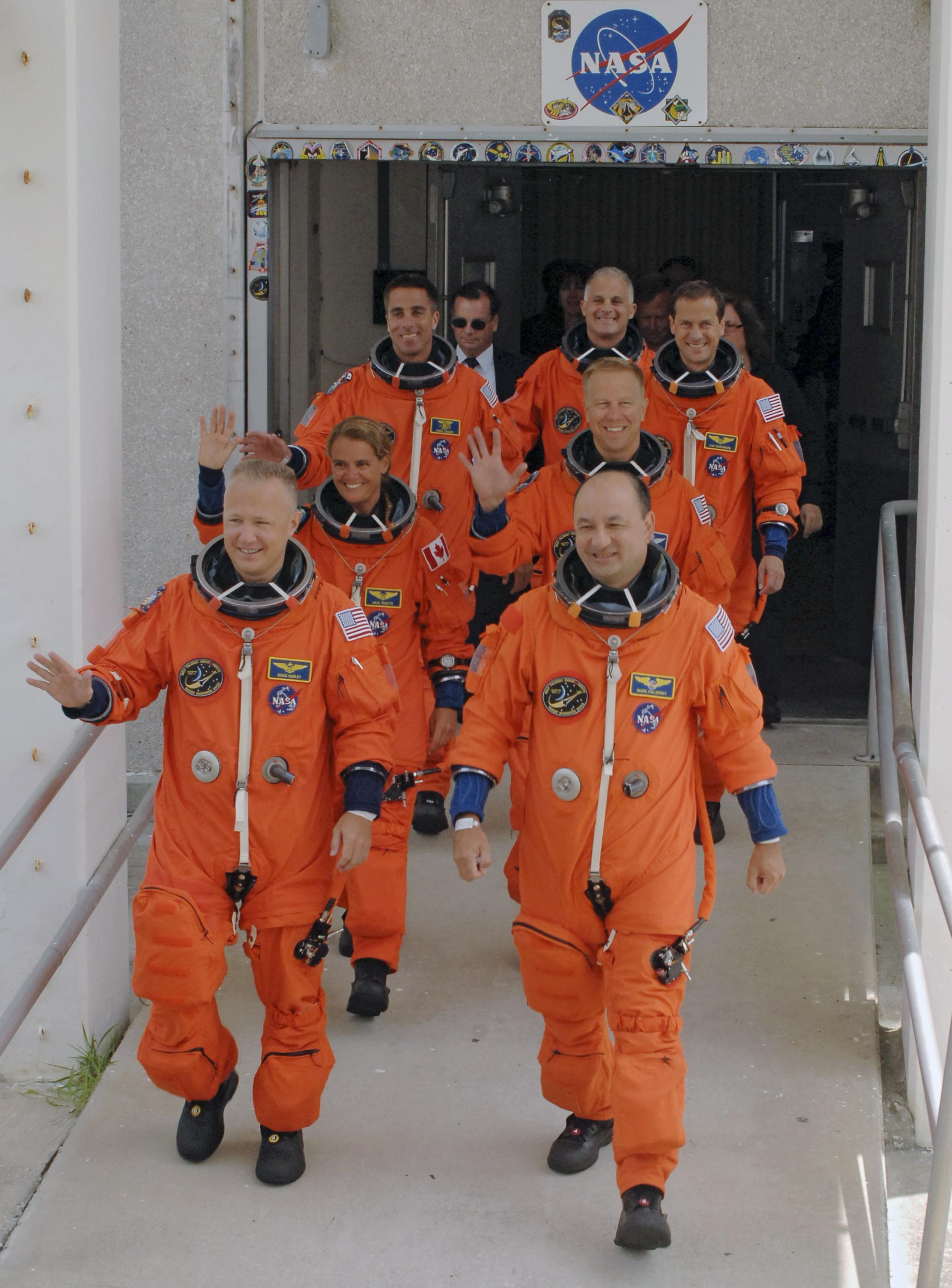
Екіпаж шатла Індевор STS-127 перед стартом. 15 липня 2009 року

### Перший політ

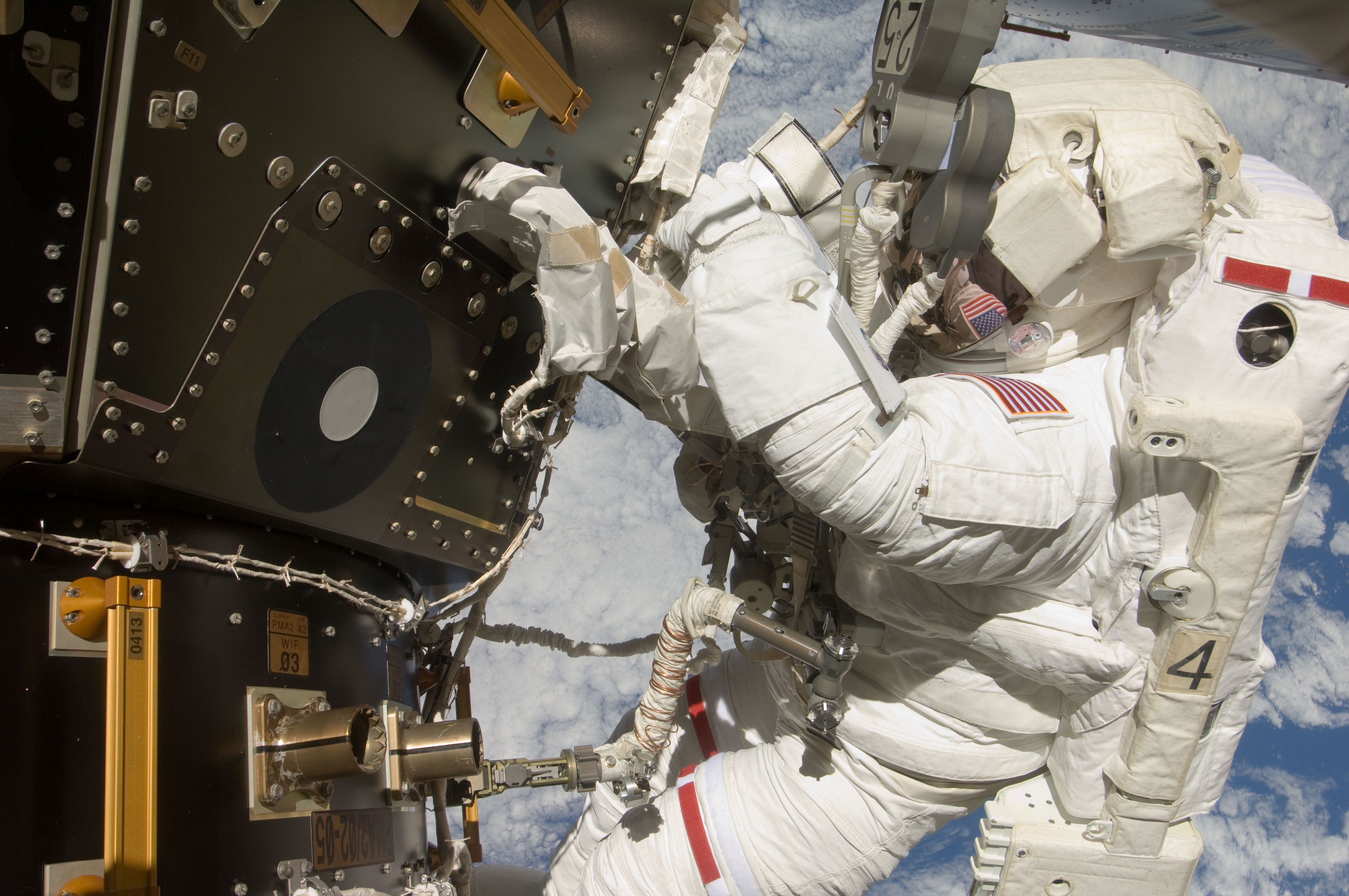
Перший вихід Т. Маршберна у відкритий космос. 20 липня 2009 року

Перший космічний політ здійснив як спеціаліст польоту шатла Індевор STS-127 з 15 липня до 31 липня 2009 року, разом з астронавтами Марком Поланскі — командир екіпажу, Дагласом Герлі, Девідом Вулфом, Жулі Паєтт, Тімоті Копрою, Крістофером Кессіді. Стикування шатла з Міжнародною космічною станцією було здійснено 17 липня. Під час польоту Маршберн виконав три виходи у відкритий космос. 20 липня 2009 року спільно з астронавтом Девідом Вулфом здійснив перший вихід у відкритий космос, під час якого були перенесені та підготовлені до тривалого зберігання запасна KU-band-антена, резервний насос для системи охолодження та двигун для візка, на якому встановлено робот-маніпулятор станції. Час виходу становив 6 годин 53 хвилини.
24 липня знову вийшов у відкритий космос разом з астронавтом Крістофером Кессіді. Під час виходу загальною тривалістю 7 годин 12 хвилин астронавти замінили чотири акумулятори на секції Р6. Третій вихід у відкритий космос Маршберн здійснив 26 липня також з астронавтом Кессіді. Вони встановили дві камери на японській платформі JEF, перевірили ізоляцію на канадському маніпуляторі та проклали нові кабелі на секції Z1. Тривалість виходу становила 4 години 54 хвилини.
27 липня 2009 року шатл Індевор STS-127 відстикувався від Міжнародної космічної станції і 31 липня шатл успішно приземлився на злітно-посадковій смузі в Космічному центрі на мисі Канаверал. Тривалість польоту склала 15 діб 16 годин 44 хвилини 58 секунд.

### Другий політ

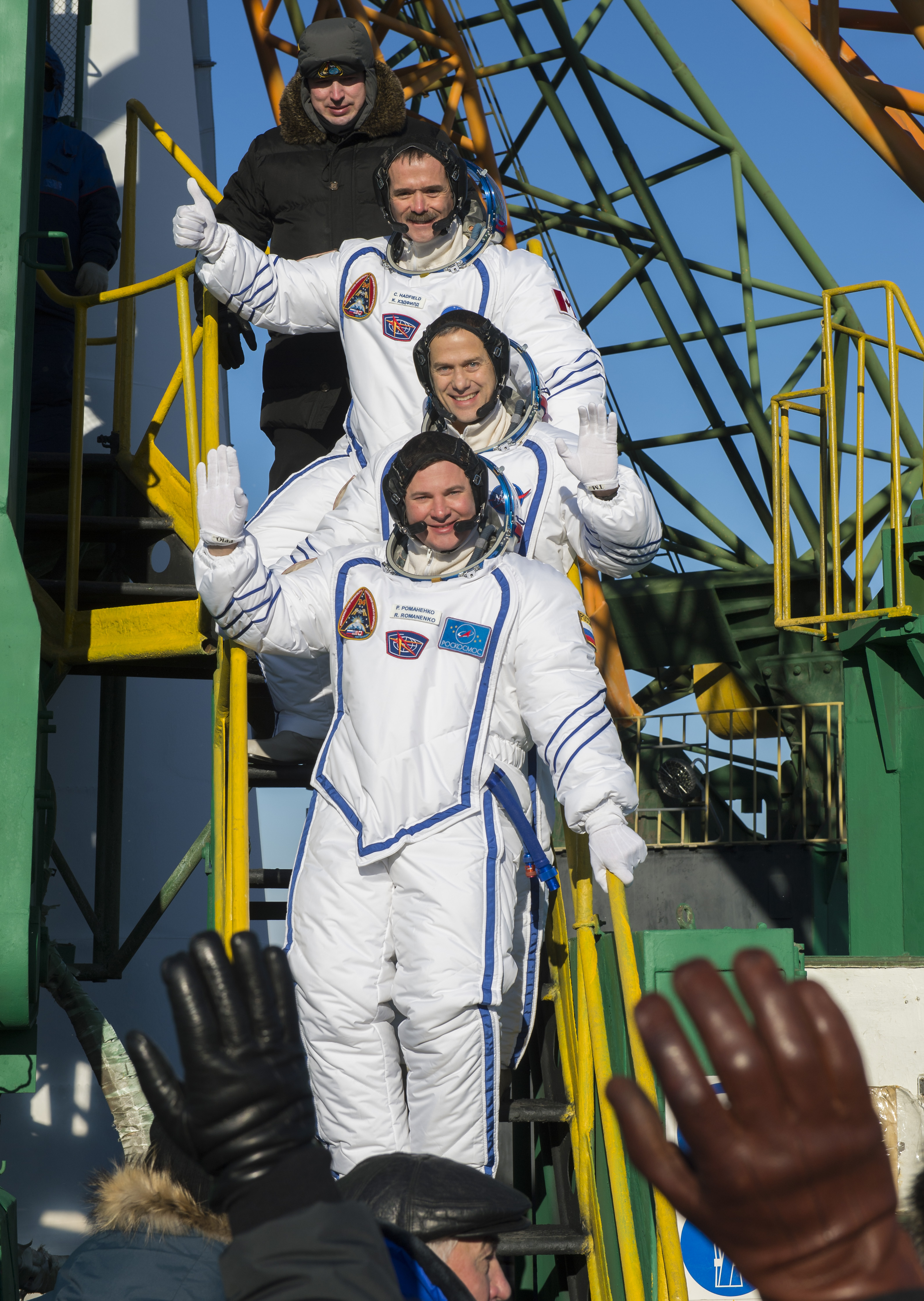
Екіпаж ТПК «Союз ТМА-07М» перед стартом. 19 грудня 2012 року

Другий політ Маршберн здійснив як бортінженер-2 космічної експедиції МКС-34/МКС-35 на ТПК «Союз ТМА-07М» з 19 грудня 2012 року до 13 травня 2013 року.
3 березня 2013 року члени екіпажу МКС-34 астронавти Кевін Форд і Томас Маршберн за допомогою маніпулятора «Канадарм2», встановленого на модулі «Транквіліті», успішно захопили багаторазовий безпілотний транспортний космічний корабель «Dragon» SpaceX CRS-2 і пристикували його до станції.
11 травня разом з астронавтом Кессіді здійснив позаплановий вихід у відкритий космос для заміни насоса системи охолодження на зовнішній частині Міжнародної космічної станції й усунення витоку аміаку. Час виходу у відкритий космос становив 5 годин 42 хвилини.
14 травня 2013 року о 03:08 мск корабель «Союз ТМА-07М» відстикувався від МКС та о 06:31 мск приземлився в Казахстані. Час перебування в космосі становив 145 діб 14 годин 18 хвилин.

### Третій політ
Запуск Crew Dragon місії SpaceX Crew-3 «Endurance» відбувся 11 листопада 2021 року о 02:03 UTC за допомогою ракети-носія Falcon 9 о 02:03 UTC зі стартового комплексу LC-39A Космічного центру імені Кеннеді на мисі Канаверал. Стикування з МКС здійснено 12 листопада 2021 року о 01:25 UTC.
2 грудня 2021 року астронавти NASA Томас Маршберн і Кайла Беррон здійснили вихід у відкритий космос з Міжнародної космічної станції. Вони замінили антену S-діапазону на фермі P1. Роботи за межами станції зайняли 6 годин 32 хвилини.
5 травня 2022 року о 5:20 UTC корабель відстикувався від МКС і о 4:44 UTC 6 травня 2022 року приводнився в Атлантичному океані поблизу штату Флорида.
Статистика польотів

| # | Стартовий корабель     | Старт, UTC         | Експедиція                      | Корабель посадки | Посадка, UTC            | Наліт                      | Виходи у відкритий космос | Час у відкритому космосі |
| - | ---------------------- | ------------------ | ------------------------------- | ---------------- | ----------------------- | -------------------------- | ------------------------- | ------------------------ |
| 1 | Індевор STS-127        | 15.07.2009 , 22:03 | Індевор STS-127                 | Індевор STS-127  | 31.07.2009 , 14:48:08   | 15 діб 16 годин 45 хвилин  | 3                         | 18 годин 47 хвилин       |
| 2 | Спілка ТМА-07М         | 19.12.2012 , 16:28 | Спілка ТМА-07М, МКС-34 / МКС-35 | Спілка ТМА-07М   | 14.05.2013 , 02:30:47.6 | 145 діб 14 годин 18 хвилин | 1                         | 5 годин 42 хвилини       |
| 3 | Dragon 2 SpaceX Crew-3 | 11.11.2021 , 02:03 | SpaceX Crew-3, МКС-66 / МКС-67  | SpaceX Crew-3    | 6.05.2021 , 04:44       | 176 діб 2 години 39 хвилин | 1                         | 6 годин 32 хвилини       |
|   |                        |                    |                                 |                  |                         | 337 діб 9 годин 42 хвилини | 5                         | 31 година 01 хвилина     |

## Особисте життя
Одружений з Енн М. Маршберн (уроджена Сандерс). Вони мають доньку.
Маршберн захоплюється альпінізмом, плаванням, підводним плаванням, сноубордингом, грі на гітарі, любить читати. Радіоаматор із позивним KE5HOC.

## Визнання
Маршберн — член Асоціації авіаційно-космічної медицини, Американської академії невідкладної медицини, Асоціації пілотів і власників літаків. Має нагороди НАСА за досягнення у роботі, Відділу польотної медицини за особливі досягнення та Космічного центру імені Джонсона за особливі заслуги.